# 刺疣齿突蟾
刺疣齿突蟾（学名：Scutiger spinosus），一种于中华人民共和国西藏自治区墨脱县发现的两栖动物，隶属于角蟾科齿突蟾属。

## 形态特征
刺疣齿突蟾成年雄蟾体长50.5～55.6毫米，雌蟾体长53.8～57.2毫米。背面皮肤粗糙，大部分为深棕灰色，头顶有一浅棕色三角形，体背大圆疣呈锥状，疣上具锥状大黑刺；腹面较光滑，淡黄色，雄蟾具有胸腺和腋腺各一对，繁殖季节均被细密的棕黑色刺。

## 保护
本种于2023年被收录入《有重要生态、科学、社会价值的陆生野生动物名录》。